# Slovenia International 1999
Die Slovenia International 1999 im Badminton fanden vom 21. bis zum 24. Oktober 1999 in Ljubljana statt.

## Sieger und Platzierte
| Disziplin    | Gold                           | Silber                             | Bronze                                   |
| ------------ | ------------------------------ | ---------------------------------- | ---------------------------------------- |
| Herreneinzel | Richard Vaughan                | Kasper Ødum                        | Conrad Hückstädt                         |
| Herreneinzel | Richard Vaughan                | Kasper Ødum                        | Jürgen Koch                              |
| Dameneinzel  | Maja Pohar                     | Sandra Dimbour                     | Tatiana Vattier                          |
| Dameneinzel  | Maja Pohar                     | Sandra Dimbour                     | Markéta Koudelková                       |
| Herrendoppel | Manuel Dubrulle Vincent Laigle | Przemysław Wacha Piotr Żołądek     | Marcin Burzynski Kamil Turonek           |
| Herrendoppel | Manuel Dubrulle Vincent Laigle | Przemysław Wacha Piotr Żołądek     | Chris Davies Matthew Hughes              |
| Damendoppel  | Fabienne Baumeyer Corinne Jörg | Petra Kretzer Jasmin Pang          | Sandra Dimbour Christelle Szynal         |
| Damendoppel  | Fabienne Baumeyer Corinne Jörg | Petra Kretzer Jasmin Pang          | Kvetoslava Orlovská Gabriela Zabavníková |
| Mixed        | Andrej Pohar Maja Pohar        | Marcin Rynkiewicz Angelika Węgrzyn | Marcin Burzynski Agnieszka Jaskuła       |
| Mixed        | Andrej Pohar Maja Pohar        | Marcin Rynkiewicz Angelika Węgrzyn | Thomas Iversen Maja Tvrdy                |